# Festival Internacional de Pallassos de Cornellà de Llobregat
El Festival Internacional de Pallassos de Cornellà de Llobregat “Memorial Charlie Rivel” és un festival biennal que se celebra a Cornellà de Llobregat des de l'any 1984 i que té la missió de difondre la vessant sociocultural de les arts escèniques dels pallassos. Està reconegut com el més prestigiós del món en la seva categoria.
El Festival distingeix amb el guardó Nas d'Or aquelles personalitats que han realitzat una tasca remarcable com a divulgadores del món del pallasso.